# NGC 3096
NGC 3096 este o galaxie lenticulară situată în constelația Hidra. A fost descoperită în 1835 de către John Herschel. Se află la o distanță de 61,1 de megaparseci de Pământ.